# Municipio de Dayton (Illinois)
El municipio de Dayton (en inglés: Dayton Township) es un municipio ubicado en el condado de LaSalle en el estado estadounidense de Illinois. En el año 2010 tenía una población de 2279 habitantes y una densidad poblacional de 41,24 personas por km².

## Geografía
El municipio de Dayton se encuentra ubicado en las coordenadas 41°25′19″N 88°48′38″O / 41.42194, -88.81056. Según la Oficina del Censo de los Estados Unidos, el municipio tiene una superficie total de 55.26 km², de la cual 54.64 km² corresponden a tierra firme y (1.13%) 0.63 km² es agua.

## Demografía
Según el censo de 2010, había 2279 personas residiendo en el municipio de Dayton. La densidad de población era de 41,24 hab./km². De los 2279 habitantes, el municipio de Dayton estaba compuesto por el 91.97% blancos, el 2.41% eran afroamericanos, el 0.48% eran amerindios, el 1.71% eran asiáticos, el 0.04% eran isleños del Pacífico, el 2.02% eran de otras razas y el 1.36% pertenecían a dos o más razas. Del total de la población el 5.88% eran hispanos o latinos de cualquier raza.